# 坑口（北）公共運輸交匯處

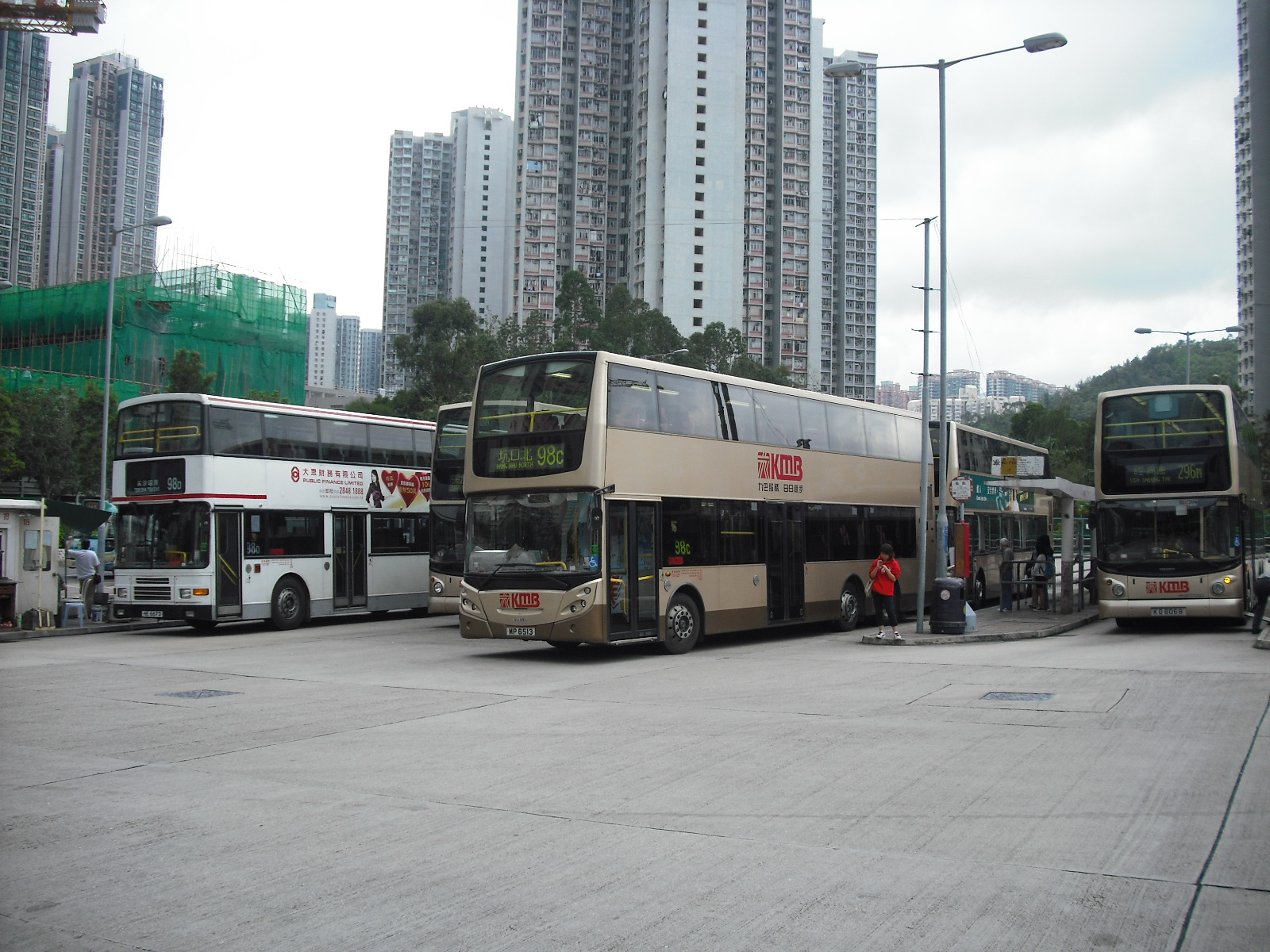
坑口（北）公共運輸交匯處

坑口（北）公共運輸交匯處是一個位於香港西貢區的公共運輸交匯處，位於將軍澳新市鎮東北部，在1990年啟用。為將軍澳醫院提供接駁交通服務，而坑口（北）公共運輸交匯處是一個坑狀露天車站。
為方便市民識別，九巴於2013年2月16日將此站易名為坑口（北）（將軍澳醫院）（Hang Hau (North) (Tseung Kwan O Hospital)）。

## 總站路線資料（巴士）

### 九龍巴士98A線
- 坑口（北） ↺ 牛頭角站
- 牛頭角站 → 坑口（北） (特別班次)

1990年7月26日開辦，途經坑口、寶琳路、秀茂坪道、觀塘道。

### 九龍巴士98B線
- 坑口（北） → 觀塘市中心

前身為98A晨早駛經將軍澳隧道單向特快班次。

### 九龍巴士98C線
- 坑口（北） ↔ 美孚

1993年10月7日投入服務，本線途經厚德邨、寶琳路、秀茂坪道、觀塘繞道、太子道東、亞皆老街、旺角、長沙灣道。2002年8月11日增設星期一至五繁忙時間途經將軍澳隧道的特別班次98S，途經清水灣半島、厚德邨、寶林邨、將軍澳隧道、觀塘繞道、太子道東、亞皆老街、旺角、長沙灣道。2010年9月10日，98S的總站由本站遷往日出康城。

### 九龍巴士98D線
- 坑口（北） ↔ 尖沙咀東

1992年8月3日投入服務，初期由坑口北往返佐敦道碼頭，後來九龍區總站由佐敦道碼頭遷至尖沙咀東。途經厚德邨、寶林邨、將軍澳隧道、觀塘繞道、佐敦及尖沙咀。

### 九龍巴士98E線
- 坑口（北） ↔ 美孚

2023年7月17日投入服務，途經坑口、寶林、翠林、康盛花園、寶達、觀塘繞道、新蒲崗、九龍城、太子站（只限回程）、旺角花墟、深水埗及長沙灣的巴士服務，只在平日繁忙時間服務。

### 九龍巴士98P線(下午班次)
- 尖沙咀東 → 坑口（北）

於2000年9月15日投入服務，2012年7月3日增設下午回程服務，途經尖沙咀、佐敦、紅磡、東九龍走廊、啟德隧道、觀塘繞道、寶達邨、康盛花園、翠林邨、寶琳及坑口，為九龍巴士98D線的特別班次。

### 九龍巴士98R線
- 香港體育館 → 坑口（北）

### 九龍巴士98S線
- 坑口（北） ↔ 美孚

### 九龍巴士290線
- 坑口（北） ↔ 荃灣西站

於2015年3月28日起投入服務提供，提供坑口、寶林、翠林邨、康盛花園、寶達邨、彩雲邨、彩虹邨及黃大仙中心經龍翔道及呈祥道往返葵芳、葵興、大窩口及荃灣市中心的直接服務。

### 九龍巴士297P線
- 坑口（北） → 紅磡（紅鸞道）

2013年5月6日投入服務，途經厚德邨、寶林邨、將軍澳隧道、觀塘繞道、九龍灣國際展貿中心、啟德隧道、土瓜灣、紅磡。

### 九龍巴士298E線
- 坑口（北） ↺ 將軍澳工業邨

1999年3月29日開辦，而為配合前地鐵（現稱港鐵）將軍澳綫通車。現時途經煜明苑、坑口站、日出康城、駿才街、百勝角。

### 九龍巴士298F線
- 坑口（北） ↺ 將軍澳工業邨 (經百勝角)

### 九龍巴士298R線
- 佐敦（匯民道） → 坑口（北）（將軍澳醫院）

### 九龍巴士298X線
- 坑口（北） ↔ 美孚

2022年12月12日投入服務，途經清水灣半島、百勝角、日出康城、將藍公路、麗港城、觀塘繞道、新蒲崗、九龍城、旺角、深水埗及長沙灣，只於星期一至五繁忙時間提供服務。

### 九龍巴士SP1線
- 啟德體育園 → 坑口（北）（將軍澳醫院）

## 途經路線資料（巴士）

### 九龍巴士49線
- 青衣（青富苑） ↔ 將軍澳工業邨

2023年9月25日開辦，途經長青邨、長康邨、綠悠雅苑、長宏邨、長安邨、青葵公路、西九龍公路、佐敦、東九龍走廊、啟德隧道、觀塘商貿區、將軍澳隧道、坑口、清水灣半島及日出康城，只於平日繁忙時間服務。

### 九龍巴士91R線
- 清水灣 →  將軍澳（彩明）

### 九龍巴士296M線
- 康盛花園 ↔ 坑口站

1998年8月10日開辦，而為配合前地鐵（現稱港鐵）將軍澳綫通車，路線延長至坑口鐵路站，並取消循環運作。現時途經將軍澳醫院、厚德邨、將軍澳游泳池、尚德、靈實醫院、寶康公園、茵怡花園、新都城、寶林邨、翠林邨。

### 九龍巴士297線
- 寶林 ↔ 紅磡（紅鸞道）

1996年5月6日投入服務，1998年11月25日提升至每天全日服務，途經景林邨、坑口、厚德邨、頌明苑、將軍澳隧道、觀塘繞道、九龍灣商貿區、啟德隧道（只限去程）、新蒲崗（只限回程）、九龍城（只限回程）、土瓜灣、紅磡

### 九龍巴士298線
- 坑口站 ↺ 百勝角

### 九龍巴士N293線
- 尚德 ↔ 旺角（柏景灣）

1999年11月20日起投入服務，多次延長路線。現時途經將軍澳市中心、坑口、寶琳、翠林邨、康盛花園、馬游塘、寶達邨、曉光街、和樂邨、觀塘市中心、牛頭角上邨、淘大花園、啟業邨、新蒲崗太子道東、九龍城世運公園、旺角中心及銘基書院。

### 城巴792M線
- 將軍澳站 ↔ 西貢

2001年6月18日投入服務，初時以彩明苑作總站，配合將軍澳綫通車，總站遷往調景嶺站，其後再遷往將軍澳站。途經尚德邨、調景嶺站、將軍澳游泳池、坑口（寶寧路）、大埔仔、香港科技大學、白沙灣。

### 過海隧道巴士N691線
- 調景嶺 ↔ 中環（港澳碼頭）

1997年12月22日投入服務，途經將軍澳新市鎮、秀茂坪、東區海底隧道、北角、灣仔等地區。

## 總站路線資料（專線小巴）

### 新界區專線小巴15線
- 康盛花園 ↔ 坑口（北）

### 新界區專線小巴15A線
- 坑口（北） ↔ 茵怡花園

### 新界區專線小巴19S線
- 坑口（北） ↔ 銅鑼灣（摩利臣山道）

### 新界區專線小巴108A線
- 彩明苑 ↔ 坑口（北）

## 途經路線資料（專線小巴）

### 新界區專線小巴11線
- 坑口村 ↔ 彩虹邨

### 新界區專線小巴11S線
- 寶林 ↔ 彩虹邨

### 新界區專線小巴16線
- 寶琳 ↔ 布袋澳

### 新界區專線小巴101M線
- 坑口站 ↔ 西貢（惠民路）

### 新界區專線小巴103線
- 清水灣 ↔ 觀塘碼頭

### 新界區專線小巴109M線
- 清水灣半島 ↔ 坑口站

### 新界區專線小巴117A線
- 尚德 ↔ 安達臣道石礦場

## 車坑分佈
| 車坑分佈（以入口最左邊起計） | 車坑分佈（以入口最左邊起計） | 車坑分佈（以入口最左邊起計）  |
| 車坑編號                     | 車坑數目                     | 路線                          |
| ---------------------------- | ---------------------------- | ----------------------------- |
| 1                            | 雙坑                         | 九龍巴士98A、98B線            |
| 2                            | 單坑                         | 九龍巴士98C、98E、98S、298X線 |
| 3                            | 單坑                         | 九龍巴士290線                 |
| 4                            | 單坑                         | 九龍巴士298E、298F線          |
| 5                            | 雙坑                         | 九龍巴士98D線                 |
| 6                            | 雙坑                         | 專綫小巴15、15A、108A號線     |

## 站位設計
本站採用坑位設計，共設有3條單坑，3條雙坑,另外有4條路線停靠於路邊。

### 路線配置
九巴98C、290、298E、298F線使用單坑，九巴98A、98D線、小巴使用雙坑。九巴49、296M、297、297P、298（往百勝角方向）、N293線停靠於路邊。